# Seiler und Speer
Seiler und Speer est un duo autrichien, originaire de Bad Vöslau.

## Histoire
L'humoriste et acteur Christopher Seiler et le réalisateur Bernhard Speer collaborent depuis 2014. Seiler a composé des chansons et cherche quelqu'un pour l'accompagner sur scène. Speer devient son metteur en scène et producteur.
Les textes caricaturent la vie quotidienne dans le dialecte de la Basse-Autriche. Le projet devient un disque mélangeant les chansons sur le quotidien, l'amour et les chansons populaires. Le titre Ham kummst est numéro un en Autriche en 2015.
Le 3 octobre 2015, le duo participe au concert de solidarité Voices for Refugees devant 150 000 personnes sur la Heldenplatz à Vienne.
Aux Amadeus Austrian Music Award, Seiler und Speer remportent les prix : Groupe de l'année, Album de l'année, Chanson de l'année, Concert de l'année et Songwriter de l'année.

## Discographie
Album
- 2015: Ham kummst

Singles
- 2014: Der letzte Schnee
- 2014: I wü ned
- 2015: Ham kummst
- 2015: Soits Leben

## Horvathslos
Anton Horvath est un personnage joué par Seiler. Horvath est un asocial, aux idées confuses, alcoolique et chômeur. Il croit qu'on le respecte alors qu'on se moque de lui. Le nom de "Horvathslos" est un jeu de mots avec "oawatslos", chômeur dans le dialecte bas-autrichien.

## Source de la traduction
- (de) Cet article est partiellement ou en totalité issu de l’article de Wikipédia en allemand intitulé « Seiler und Speer » (voir la liste des auteurs).